# Histoire du duché de Parme et Plaisance
Vous lisez un « article de qualité » labellisé en 2013.
1545-1808–1814-1859
Entités précédentes :
- États pontificaux

Entités suivantes :
- Royaume d'Italie

L'histoire du duché de Parme et Plaisance, un ancien État de la péninsule italienne dont la ville de Parme était la capitale, débute en 1545 et s'achève en 1860.
Issu du népotisme pratiqué par le pape Paul III, le duché est créé en 1545 et gouverné, à l'origine, par la famille Farnèse, à laquelle appartient le pontife. Le duché parvient à garder son autonomie malgré les prétentions de la France, de l'Espagne et de l'Autriche, notamment après la disparition des Farnèse, en 1731, remplacés sur le trône par une branche des Bourbons d'Espagne, les Bourbon-Parme.
En raison de sa situation géographique au cœur de la plaine du Pô, le duché est souvent dévasté par le passage des armées étrangères, notamment lors des nombreuses guerres de succession du XVIIIe siècle. Occupé par l'armée d'Italie en 1796, il est rattaché au Premier Empire en 1808. Le pays – transformé en département du Taro – et ses traditions sont alors profondément bouleversés du fait de l'application des lois françaises.
En 1815, le congrès de Vienne rétablit le duché de Parme et place à sa tête la seconde épouse de Napoléon Ier, Marie-Louise d'Autriche, qui reste encore aujourd'hui la souveraine préférée des Parmesans. Celle-ci ramène alors le duché dans le giron de l'Autriche, au même titre qu'une grande partie de la péninsule italienne. À sa mort, en 1847, les Bourbon-Parme reviennent à Parme mais, moins de quinze ans plus tard, en 1860, le souffle unificateur du Risorgimento qui traverse l'Italie entraîne l'annexion du duché par le royaume de Sardaigne à l'issue d'un plébiscite.

## Période Farnèse (1545-1731)

### Création du duché

La péninsule italienne en 1494.

Le duché de Parme est issu d'une vaste portion du duché de Milan située au sud du Pô. Le 22 septembre 1346, Lucien Visconti achète Parme pour 60 000 florins d'or au marquis de Ferrare, Obizzo III d'Este, qui détient lui-même Parme d'Azzo di Correggio depuis deux ans,.
La région de Parme est détachée du duché de Milan au profit des États pontificaux une première fois en 1512, lors du congrès de Mantoue qui cherche à unir les princes italiens contre la présence française : Maximilien Sforza, fils du duc déchu de Milan, doit concéder près d'un quart des terres possédées auparavant par son père en échange de l'intervention du pape.
Lors de l'invasion française qui suit la victoire de Marignan, en 1515, François Ier reconquiert le duché de Milan dans ses frontières d'origine, soustrayant Parme au trône apostolique. En 1521, le pape Léon X et Charles Quint s'allient et chassent les Français de Parme (et de tout le duché de Milan) ; la ville est de nouveau assiégée en décembre par les Français alliés aux Vénitiens, sans résultat. En 1528, Charles Quint se rend à Parme et place la ville sous contrôle pontifical, ainsi que Plaisance, tandis que Reggio d'Émilie et Modène, qui forment depuis 1452 le duché de Modène et Reggio, restent aux mains de la famille d'Este.
C'est au cours de cette période que les Farnèse prennent de l'importance. En 1527, Pierre-Louis Farnèse, condottiere au service de Charles Quint, participe avec les troupes impériales au sac de Rome, tout en défendant les biens familiaux et le palais Farnèse, tandis que son père, le cardinal Alexandre Farnèse, se trouve aux côtés du pape Clément VII, prisonnier au château Saint-Ange. Alexandre participe aux longues négociations qui s'ensuivent à Bologne. En 1534, Clément VII meurt et le conclave élit Alexandre pape. Il prend le nom de Paul III et se livre rapidement au népotisme en nommant cardinaux deux de ses petits-fils, Alexandre Farnèse et Guido Ascanio Sforza di Santa Fiora.
L’ascension de la famille se poursuit : en 1538, Octave Farnèse, fils de Pierre-Louis, épouse Marguerite d’Autriche, fille naturelle de Charles Quint et de Jeanne van der Gheyst. En 1543, le pape Paul III revendique le duché de Milan pour Octave, mais Charles Quint lui octroie le marquisat de Novare à la place. Faute de pouvoir obtenir l'ensemble du Milanais, le pape réactive la prétention de sa famille sur Parme et Plaisance au profit de Pierre-Louis, malgré l'opposition de prélats qui s'inquiètent de la perte de deux villes importantes. Après avoir nommé son fils gonfalonnier de l'Église, le pape crée de toutes pièces un fief dont l'investiture est officialisée par une bulle datée du 26 août 1545. Pierre-Louis doit attendre le 23 septembre l'investiture officielle. Il choisit Plaisance comme capitale en raison de sa proximité avec Milan, Gênes et le Piémont.

### Consolidation des Farnèse
Pierre-Louis engage une importante activité diplomatique auprès de l'empereur afin de faire valider sa nomination, mais Charles Quint laisse les choses en l'état : il aurait préféré donner le titre à son gendre Octave Farnèse, que Pierre-Louis juge trop jeune. Venise, qui cherche un soutien contre la France, est la première à reconnaître Pierre-Louis.
Au cours de son règne, Pierre-Louis institue un conseil suprême de justice (Supremo Consiglio di Giustizia) et nomme un magistrat des rentes de la chambre ducale (Magistrato delle rendite della Camera Ducale). Il réorganise les postes, fait réaliser un recensement de la population et entreprend de lutter contre les privilèges féodaux.
La pérennité de sa dynastie n'est cependant pas assurée : deux ans plus tard, en 1547, Pierre-Louis est assassiné par la noblesse de Plaisance, certainement en accord avec le gouverneur de Milan, Ferrante Gonzaga ; l'empereur, Ferrante Gonzague ou les seigneurs de Plaisance sont autant de candidats possibles.
Octave prend cependant possession de Parme, dont les seigneurs n'ont pas participé au complot, et s'oppose aux exigences de Paul III qui souhaite récupérer le duché, affirmant ainsi son autorité. Il faut appel à son beau-père, Charles Quint, qui s'évertue pourtant à ne pas reconnaître le duché. Après la mort du pape, son successeur Jules III proche de l’Empereur, cherche à offrir le duché à la maison d’Autriche. Isolé, Octave rechercher alors l'appui de la France, et il obtient alors un accord politique avec Henri II de France.
Le pape Jules III, furieux, menace d’excommunication celui-ci, qui répond en envisageant la constitution d’une Église gallicane indépendante. Éclate alors la guerre de Parme (juin 1551), où Gonzague occupe un temps une partie des territoires du duché, mais dont Octave sort victorieux grâce au soutien des Français. De plus, inquiet de l’attitude gallicane de la France, le pape cède sur la question de Parme et rétablit ses liens avec le roi de France. En 1556, par le traité de Gand, Octave obtient Plaisance du successeur de Charles Quint, Philippe II d'Espagne. Il doit cependant concéder l'amnistie aux seigneurs coupables d'avoir assassiné son père,. En 1559, les traités du Cateau-Cambrésis le confirment dans ses possessions.
Sur le plan économique, Octave fait preuve de frugalité, même si le duché connaît d'importantes réalisations sous son règne, telles que le palais Farnèse de Plaisance, l'église de SS. Annunziata in Codiponte et le collège de la Compagnie de Jésus. Il poursuit la politique d'affaiblissement des seigneurs et décrète, en 1582, la confiscation des biens des Landi, seigneurs de Plaisance qui avaient participé à l'assassinat de son père, sous prétexte d'une nouvelle tentative de régicide.

### Trois siècles de règne

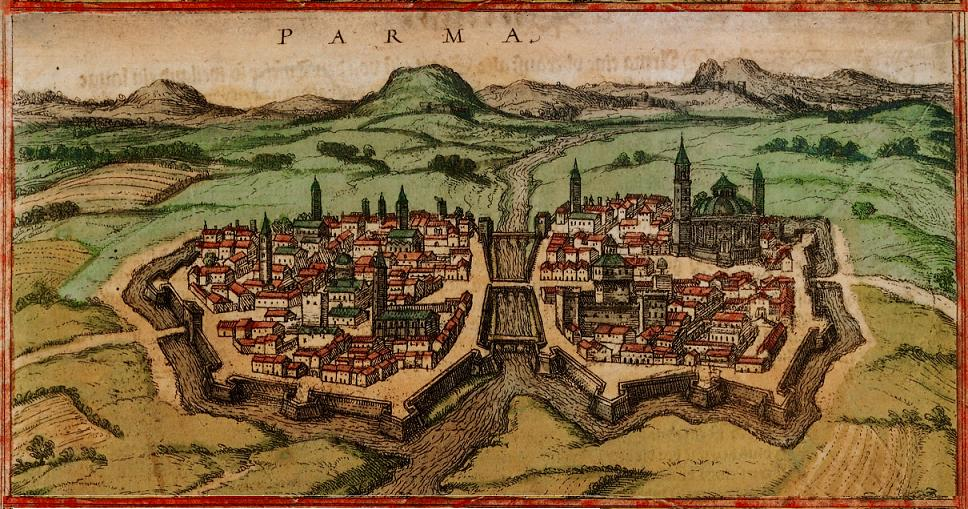
La ville de Parme au XVI.

Quand Octave meurt en 1586, son fils Alexandre, qui est l'un des principaux généraux du roi Philippe II d'Espagne, lui succède sur le trône ducal. Il est marié à l'infante Marie de Portugal, petite-fille en ligne masculine du roi Emmanuel Ier. Élevé à la cour d'Espagne, Alexandre ne connaît pas sa capitale et, étant au service de son roi, il en reste éloigné sa vie durant. Le futur duc participe à la bataille de Lépante en 1571 aux côtés de Marcantonio Colonna et à d’autres batailles contre les musulmans dans les Balkans. Ses actions militaires le mènent au grade de général-commandant durant la guerre de Flandre, et il participe aux guerres de religion en France où il trouve la mort en 1592 des suites de ses blessures.
Le duc Ranuce Ier succède à Alexandre après que celui-ci a prétendu pour son fils en 1580 à la couronne de Portugal, sur laquelle il a des droits par sa mère, Marie, morte en 1577. Ranuce gouverne le duché avec une poigne de fer pendant trente ans et contribue à l'évolution économique et urbaine de Parme avec des ouvrages tels que le théâtre du Palazzo della Pilotta et quatre bastions fortifiés. En 1599, il épouse Marguerite Aldobrandini, nièce du pape Clément VIII. En 1611, il dénonce une conjuration à son encontre et fait arrêter de nombreux nobles. Un procès condamne les conjurés à la décapitation et à la confiscation de leurs biens. Le duc meurt en 1622, à l'âge de 52 ans.

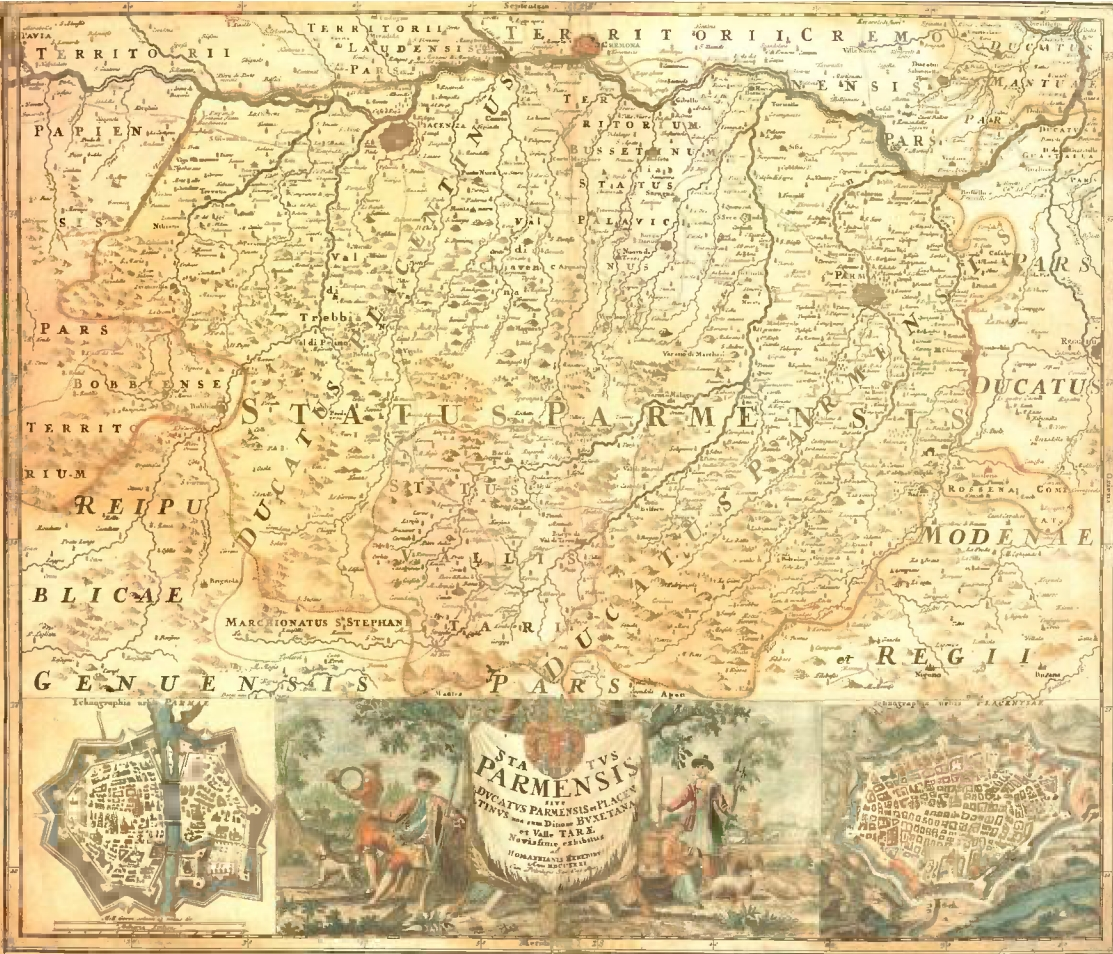
Carte du duché de Parme et Plaisance.

Son fils Édouard, âgé d'à peine dix ans, lui succède. La régence du duché est assurée par sa mère, Marguerite Aldobrandini, et par son oncle, le cardinal Édouard Farnèse. En 1628, Édouard épouse Marguerite de Médicis, fille aînée du grand-duc de Toscane Cosme II. Il se rapproche de la France sous l’impulsion de Jacopo Gaufrido, fonctionnaire français au service des Farnèse, soupçonné de manœuvrer pour le compte de Richelieu,. En 1636, Édouard engage le duché dans la guerre contre l’Espagne et, à cette occasion, il se trouve en grandes difficultés. Les interventions du pape et du grand-duc de Toscane sauvent son duché par un traité de paix signé à Plaisance, le 4 février 1637. Il doit renoncer à son alliance avec la France et rétablir les relations avec Madrid. En raison des emprunts dits Monti Farnesiani pour financer la guerre, il met en gage le duché de Castro. En 1641, le non-remboursement de la dette et le refus de céder le duché de Castro aux Barberini, ses principaux créanciers, est à l'origine de la première guerre de Castro contre le pape Urbain VIII, qui est également un Barberini. En 1644, l’intervention de la France du cardinal Mazarin permet le retour de la paix entre les deux belligérants par le traité de Venise, signé le 31 mars, et entérinant le maintien de Castro dans le giron farnèse. Édouard meurt en 1646.
Son fils Ranuce II, alors âgé de seize ans, lui succède. Durant son règne, en 1659, les Farnèse perdent définitivement Castro après une seconde guerre contre le pape Innocent X. Ranuce II se marie trois fois. La première fois, en 1660, avec Marguerite-Yolande de Savoie, morte trois ans plus tard. Il espère par ce mariage récupérer Castro. La seconde fois, il épouse Isabelle d'Este et la troisième fois, Maria d'Este. Ranuce applique une politique d'équilibre entre la France et l’Espagne, il agrandit le duché par l'acquisition des territoires de Bardi et Compiano. Ceux-ci étant d'anciens fiefs impériaux, le duché attise les prétentions de l'Autriche qui l'envahit en 1691. Une troupe d'occupation s'installe à la charge du duché. Ranuce meurt en 1694, un an après son fils Édouard II qui devait lui succéder.
François Farnèse, frère du défunt Édouard, succède à Ranuce II et épouse la veuve de son frère, Dorothée Sophie de Neubourg. François met alors en place une politique fiscale très lourde à l'encontre de la population et met à contribution le clergé (jusque-là exonéré) afin d'obtenir la rançon exigée par les Autrichiens pour quitter les territoires occupés. Le duché, comme le reste du nord de la péninsule, devient un champ de bataille lors de la guerre de Succession d'Espagne. Le duc essaie de rester neutre, bien qu'il délègue Giulio Alberoni auprès du duc de Vendôme. Parme est de nouveau occupée par les Autrichiens après la défaite française à Turin en 1706. François permet le mariage entre sa nièce Élisabeth, fille d'Édouard II, et le roi Philippe V d'Espagne à l’instigation d'Alberoni. Après la mort brutale du duc en 1727, le duché passe sous la régence de son frère, Antoine,.
Au cours de ses quatre ans de règne, Antoine tente de maintenir à distance les Impériaux et le pouvoir pontifical ; il réalise peu de réformes. Il épouse Enrichetta d'Este en 1728, mais meurt trois ans plus tard sans laisser d'héritier,. Avec lui s'éteint la lignée masculine de la famille Farnèse. Le 29 décembre, la noblesse parmesane jure fidélité au nouveau duc : l'infant d'Espagne Charles de Bourbon, fils de Philippe V et d'Élisabeth Farnèse

## Premiers Bourbons et dominations étrangères (1731-1802)

### Succession mouvementée entre Espagne et Autriche

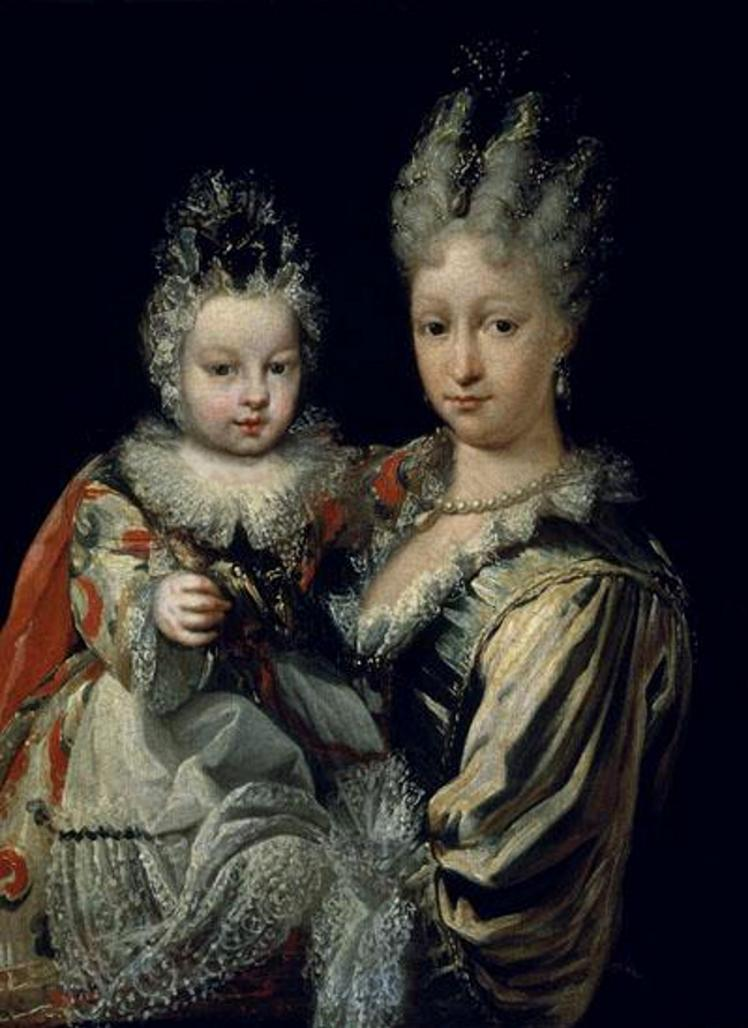
Élisabeth Farnèse et son fils aîné Charles de Bourbon en 1716.

Après le mariage, en 1715, de la nièce du dernier duc de Parme, Élisabeth Farnèse, avec le roi Philippe V d'Espagne, le traité de Londres de 1718 stipule que le duché doit être transmis aux enfants de la maison des Bourbons d'Espagne issus du mariage d'Élisabeth. Sa mère Dorothée-Sophie est donc nommée régente jusqu'à l'arrivée de Charles de Bourbon. Celui-ci est intronisé duc de Parme sous le nom de Charles Ier avant de conquérir le trône de Naples, en 1734, à l'issue de batailles avec les troupes autrichiennes. La fin de la guerre de Succession de Pologne, scellée par le traité de Vienne de 1738, rend le duché de Parme et Plaisance aux Habsbourg d'Autriche qui l'administrent jusqu'en 1745, sous l'autorité de Charles VI, puis de Marie-Thérèse. Charles, pour sa part, a rejoint son nouveau royaume de Naples, non sans avoir pillé Parme d'une grande partie de ses œuvres artistiques et de ses archives,.
En 1740, la guerre de Succession d'Autriche voit les troupes autrichiennes et piémontaises opposées aux troupes espagnoles dans lesquelles est engagé l'infant Philippe d'Espagne. Plaisance passe aux mains de Charles-Emmanuel III de Sardaigne, le reste du duché est incorporé dans le Milanais autrichien. Le 15 septembre 1745, les troupes espagnoles, après avoir occupé Plaisance, occupent Parme, et c'est le lieutenant-général, le marquis de Castellar, qui recueille l'acte d'obéissance des Parmesans à Élisabeth Farnèse, le 22 octobre 1745. Les Autrichiens envoient alors 70 000 hommes de troupe en Italie, commandés par le général Braun. Le général Gian Luca Pallavicini assiège Parme. Les Espagnols réussissent à tromper la vigilance des Autrichiens et s'éloignent de la ville, abandonnant la population à son sort : Parme est mise à sac et retourne à l'Autriche, tandis que Plaisance passe à la maison de Savoie.

### Stabilité

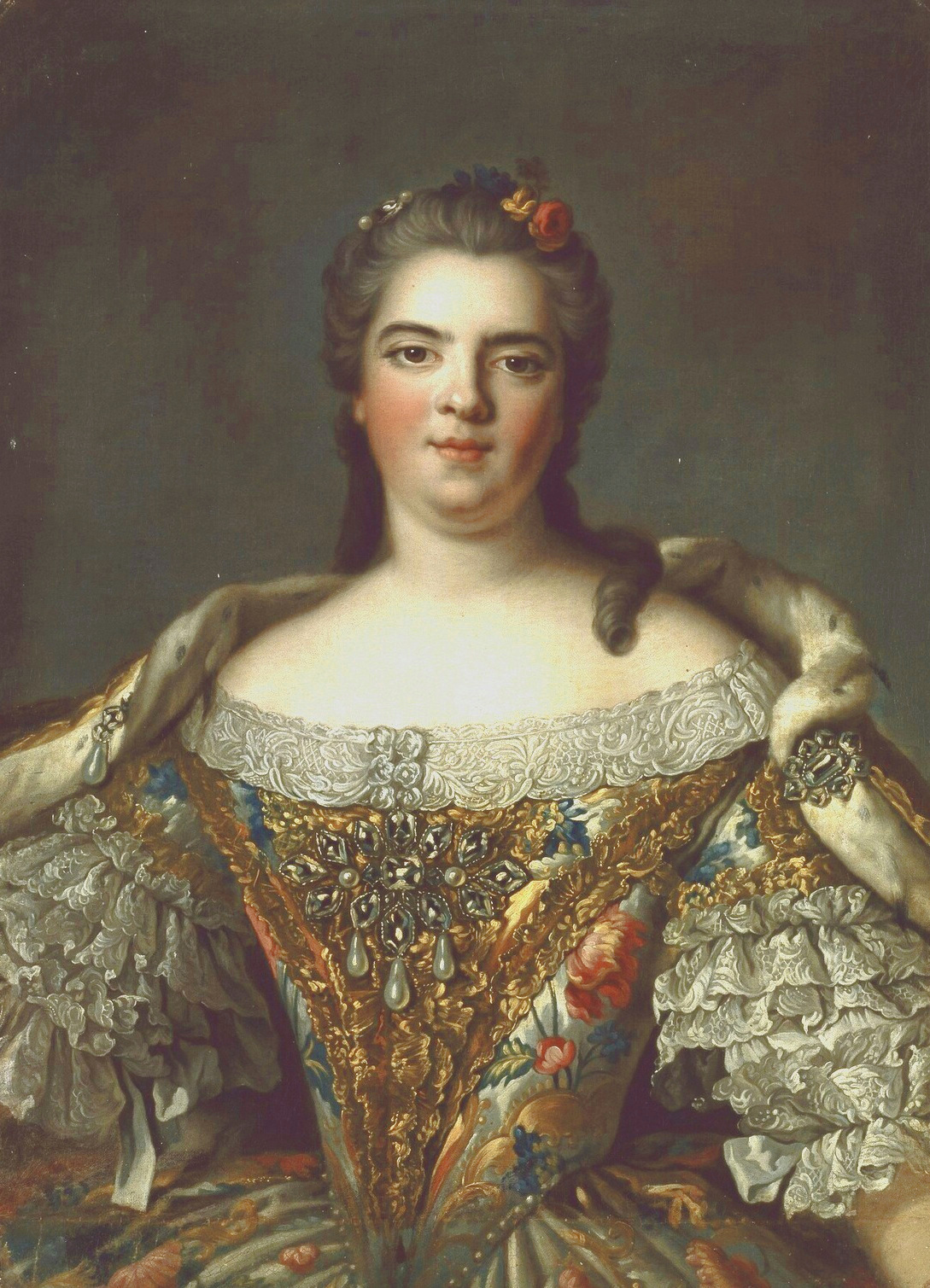
Portrait de Louise-Elisabeth de France,
duchesse de Parme
vers 1740-1750, Atelier de Nattier
Château de Versailles

Armoiries des Bourbon-Parme

Le 18 novembre 1748, avec le traité d'Aix-la-Chapelle qui met fin à la guerre de Succession d'Autriche, les duchés des Farnèse et le duché de Guastalla, où s'est éteinte la dynastie des Gonzague, sont inféodés à l'Empire sous la tutelle de la France et de l'Espagne. L'infant Philippe, marié depuis le 26 août 1739 à Élisabeth de France, fille du roi Louis XV et de Marie Leszczyńska, alors âgée de douze ans, devient duc de Parme, de Plaisance et de Guastalla. Il entre à Parme en juillet 1749,.
Le duc Philippe développe une politique éclairée, expansive et janséniste, soutenu en cela à partir de 1759 par son Premier ministre, le Français Guillaume du Tillot. Il introduit des réformes qui assainissent les finances, renforce le pouvoir de l'État et crée des écoles publiques. En 1768, Du Tillot décrète l'expulsion des Jésuites, la confiscation des propriétés de l'Église catholique romaine et supprime les tribunaux ecclésiastiques.
Des personnages illustres viennent à Parme : le philosophe Condillac, précepteur du prince héritier Ferdinand ; le mathématicien Auguste de Keralio, son gouverneur de 1757 à 1769. Volontaire ou non, les idées progressistes cheminent ; Condillac forme le jeune prince à certains préceptes du sensualisme alors très discuté en Europe tandis que Keralio est l'intermédiaire des échanges entre d'une part les savants encyclopédistes français, D’Alembert, Condorcet et Bossut, et d’autre part les philosophes milanais, Cesare Beccaria, Pietro Verri et Paolo Frisi. Le duché attire des artistes, le sculpteur Boudard  et l'architecte Ennemond Alexandre Petitot qui enrichit Parme de ses œuvres urbaines dont le Stradone et le casino qui porte son nom. En 1771, Goya reçoit le second prix de peinture de l'Académie de Parme.
Bien que le duché se trouve sous la tutelle de la France, il noue des relations diplomatiques avec l'Empire qui conduisent en 1760 au mariage de Marie-Isabelle, fille du duc Philippe, avec l'archiduc Joseph, le futur empereur Joseph II. Cependant, Marie-Isabelle meurt trois ans plus tard, en 1763.

### Nouveaux arrangements matrimoniaux

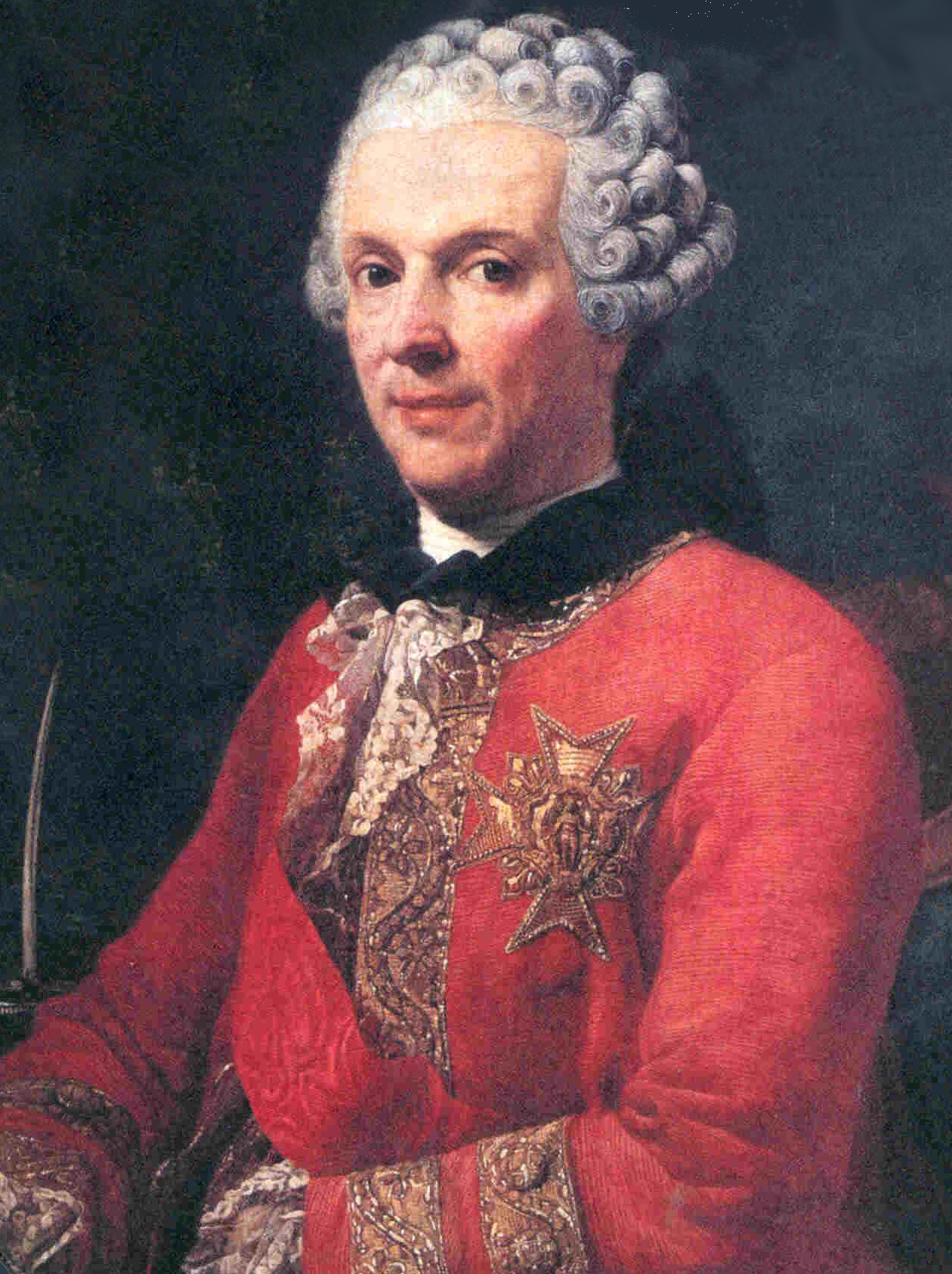
Guillaume du Tillot est Premier ministre du duché de 1759 à 1771.

Après le décès de Philippe en 1765, son fils Ferdinand Ier lui succède. La France et l'Espagne mettent tout en œuvre pour organiser le mariage de Ferdinand. Guillaume du Tillot, Premier ministre toujours en exercice, exprime sa préférence pour Marie-Béatrice d'Este, fille du duc de Modène Hercule III : à la mort de celui-ci, les deux duchés auraient été réunis entre les mains de Ferdinand. Le duc de Choiseul propose quant à lui Mademoiselle, la princesse d'Orléans, particulièrement riche, mais l'Espagne rejette cette proposition. De son côté, l'empereur Joseph II envisage un retour du duché à l'Autriche si Ferdinand reste sans héritier.
La France et l'Espagne tergiversant, la cour de Vienne fait converger les avis de tous en proposant l'archiduchesse Marie-Amélie, fille de l'impératrice Marie-Thérèse d'Autriche et sœur de Marie-Antoinette, épouse du dauphin Louis-Auguste de France (futur Louis XVI). Le 21 juin 1769, une fois obtenue la dispense papale nécessaire en raison de leur proche parenté, Ferdinand, âgé de 19 ans, demande la main de Marie-Amélie, âgée de 23 ans. Le mariage est célébré par procuration à Vienne le 27 juin 1769. Marie-Amélie quitte l'Autriche le 1er juillet 1769 et arrive à Mantoue le 16 juillet, accompagnée de son frère, l'empereur Joseph II. Ferdinand va à leur rencontre, accompagné du duc Sforza-Cesarini et du duc Grillo. Au cours d'une cérémonie, l'évêque confirme le mariage le 19 juillet dans le Palazzo Ducale de Colorno ; s'ensuivent fêtes et spectacles. Le couple ducal rejoint Parme le 24 au matin.
Depuis 1759, le duché est en réalité gouverné par Guillaume du Tillot, installé par la France, mais à son arrivée, Marie-Amélie veut substituer l'influence autrichienne à celles de la France et de l'Espagne. Elle s'oppose ouvertement au Premier ministre et obtient de son mari son renvoi, malgré l'opposition de la France et de l'Espagne. Les deux puissances envoient l’Espagnol José Augustin de Llano en qualité de ministre, avec des ordres très sévères pour assainir les caisses du duché, perpétuellement vides en raison de la vie désordonnée du couple ducal. Très mal accueilli, José Augustin de Llano est renvoyé en octobre 1772. Il est remplacé par les Italiens Giuseppe Sacco et Lorenzo Pompeo Canossa, qui poursuivent la politique de despotisme éclairé mais avec un caractère national, ce qui met fin à l'influence espagnole dans le duché.

## Période française

### Remous des guerres révolutionnaires
Les changements apportés par la Révolution française et le danger d'une guerre contraignent Ferdinand à se déclarer neutre, bien que dans le même temps il signe un pacte secret avec l'Autriche, le 13 mai 1794. En 1796, Bonaparte se voit confier l'armée d'Italie qui entre, le 7 mai, à Plaisance et obtient un armistice (9 mai). Ferdinand n'est pas en mesure d'honorer les exigences françaises, deux millions de francs, 1 200 chevaux de trait, 400 pour les dragons, 100 selles pour les officiers, 1 000 tonnes de blé, 500 d'avoine, 2 000 bœufs et 5 000 paires de chaussures. Parme est donc occupée le 20 juin mais le duc reste en place. Sa situation est difficile en raison des jacobins de la Lombardie et de Reggio d'Émilie qui voient comme un affront à l'esprit républicain le maintien du duché. Le duché constitue une pièce essentielle de la diplomatie entre la France et l’Espagne, celle-ci se considérant la tutrice du Duché en raison de la filiation du duc.
Avec la reprise du conflit entre la France et l'Autriche jusqu'à la victoire française de Marengo en 1800, le duché, malgré sa neutralité, subit de continuels passages de troupes. Les tractations diplomatiques entre la France et l'Espagne conduisent à la remise de Parme aux Français qui peuvent ainsi occuper toute la plaine du Pô contre le grand-duché de Toscane. Ces accords sont scellées en février 1801 par le traité de Lunéville suivi par le traité d'Aranjuez. La Toscane est confiée au duc Ferdinand qui refuse de quitter Parme ; les deux États créent alors le royaume d'Étrurie, qu'ils confient au fils de Ferdinand, Louis de Bourbon. Ferdinand, qui est autorisé à demeurer à Parme jusqu'à sa mort, est alors placé sous surveillance de la France en la personne de Moreau de Saint-Méry.
Mourant, Ferdinand désigne son fils Louis pour lui succéder sur le duché de Parme, avec pour régents le comte Francesco Schizzati et le marquis Cesare Ventura. Le souverain meurt à Fontevivo le 9 octobre 1802, peut-être empoisonné. La régence ne dure que quelques jours avant que Moreau de Saint-Méry ne prenne possession du duché au nom de la France.

### Période napoléonienne (1802-1814)
À la suite du décès de Ferdinand, Moreau de Saint-Méry prend possession du duché en qualité d'administrateur délégué général des États parmesans. Par une série d'actes administratifs, il met en place d'importantes innovations dans le domaine du droit : il abolit les lois anti-hébraïques, interdit la torture et sépare complètement les lois civiles des lois pénales. Il réforme les tribunaux en introduisant de nouvelles lois, dérivées pour certaines de la nouvelle législation française. Le 3 juin 1805, les réformes juridiques qu'il a mises en place disparaissent avec l'introduction du code Napoléon dans tout l'Empire.
Napoléon Ier ne se rend qu'une fois à Parme et un seul jour, le 27 juin 1805. Il loge chez le comte Stefano Sanvitale, homme de confiance du régime.
Le mécontentement de la population, lié à l'augmentation des impôts (application de l’impôt sur les portes et fenêtres) et à la conscription militaire de 12 000 hommes établie le 16 juin, culmine en 1806 avec la révolte des paysans de Castel San Giovanni, qui dégénère en combat avec les militaires français à Bardi et à Borgotaro. Napoléon voit dans ces événements la preuve de l'incapacité de Moreau à gérer la situation, d'autant que sa gestion n'est pas à la hauteur de celle attendue par Paris et que la contribution de Parme est jugée insuffisante. Napoléon fait rappeler Moreau le 28 janvier 1806 et le remplace par le général Junot,, nommé gouverneur général, associé à l'administrateur préfet Hugues Nardon qui avait précédemment administré le département de Montenotte. Le Piémontais Jean-Baptiste De Gubernatis, fonctionnaire consciencieux et peintre à ses heures perdues, devient sous-préfet,. Junot arrive en poste avec des ordres pour une répression sévère, « faire brûler cinq ou six villages, fusiller une soixantaine de personnes ». Vingt-et-une exécutions ont lieu, malgré l'intervention d'une délégation composée de Giacomo Tommaini, Luigi Torrigiani et Filippo Luigi Linati auprès du vice-roi d'Italie Eugène de Beauharnais. L'ordre rétabli, Junot quitte son poste en juillet 1806, rappelé à Paris pour prendre le poste de gouverneur militaire. Il est remplacé par le maréchal Pérignon.
Nardon décrète en 1806 la division du territoire en treize mairies selon les lois communales françaises, et la rédaction des actes publics en français ; le comte Sanvitale devient maire de Parme. Dès 1808, les deux duchés forment le 111e département français du Taro, qui envoie six députés au corps législatif, dont le cardinal Charles François Caselli. Jean-Jacques-Régis de Cambacérès est nommé prince d'Empire et duc de Parme le 24 avril 1808, tandis que Plaisance échoit à Charles-François Lebrun. Ces deux titres ne leur donnent aucun pouvoir sur les territoires de l'ancien duché de Parme et Plaisance. D'août 1810 à 1814, le baron Dupont-Delporte administre le département en qualité de préfet. Le jugement sur son administration est contrasté : prospère sur le plan économique, il favorise la culture de tabac, du sucre, la production de la soie et revitalise l'industrie ; d'un autre côté, il supprime l'université et déclasse l'académie des Beaux-Arts.
Après la défaite de Napoléon Ier à la bataille de Leipzig en 1813, les troupes autrichiennes assistées des forces napolitaines de Murat et commandées par le général Nugent avancent depuis Modène et entrent à Parme le 13 février 1814. Les Français du général Pierre Guillaume Gratien se retirent sur Plaisance et reprennent l’initiative. La brigade Starhemberg choisit comme ligne de défense le Taro. Le 2 mars, elle cède et les Français reprennent Parme pour une seule semaine. La coalition reconquiert définitivement la ville, laquelle organise une régence provisoire confiée au marquis Cesare Ventura, au prince Casimiro Meli Lupi di Soragna et au comte Filippo Magawly. Les Parmesans sont satisfaits de l’arrivée des alliés en raison des taxes et prélèvements imposés par la France.
Le 9 mars, le front se stabilise sur le Taro. Nugent dispose d’une division de 6 000 hommes et 14 canons, des 100 000 Napolitains du général Carrasco et de deux divisions anglaises de 1 700 hommes. Les Français, commandés par Antoine Louis Popon, se trouvent à Borgo San Donnino (actuellement Fidenza) et disposent de 9 800 hommes et 10 canons. Le 24 mars, le pape Pie VII arrive à Borgo San Donnino en provenance de Paris après que Napoléon l’a autorisé à rentrer à Rome. Il est confié aux Autrichiens et fait étape à Parme au palais ducal avant de repartir le 27 mars,. La nuit du 12 au 13 avril, les Autrichiens se mettent en marche vers le Taro et engagent une bataille victorieuse en raison de leur supériorité numérique. Les Français se retirent jusqu’au Val de Nure, l’affrontement final à Plaisance est évité en raison de l’abdication de Napoléon,.
De la période napoléonienne, il reste la réalisation partielle du cadastre, l'agrandissement de la via Emilia réunie à la route Paris-Naples, ce qui lui confère le rang de route impériale, ainsi que la réalisation de la route reliant Parme à La Spezia sur 142 kilomètres.

## Restauration

### Marie-Louise, «la bonne duchesse» (1814-1847)

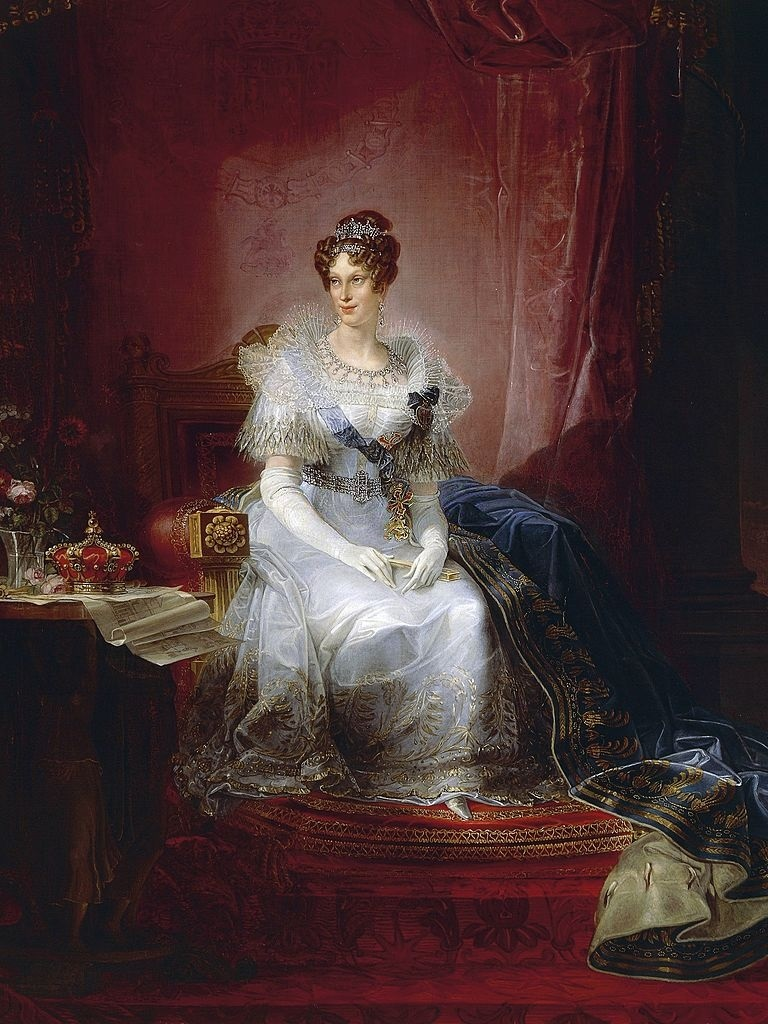
Portrait de Marie-Louise, duchesse de Parme, par Giovan Battista Borghesi (1839).

Armes de Marie-Louise, duchesse de Parme.

L'article 5 du traité de Fontainebleau établit le 11 avril 1814 que « Les duchés de Parme, Plaisance et Guastalla appartiendront en toute propriété et souveraineté à sa Majesté l'Impératrice Marie-Louise. Ceux-ci iront à son fils et à sa descendance en ligne directe. Le prince, son fils, prendra à partir de ce moment le titre de Prince de Parme, Plaisance et Guastalla ». Le Congrès de Vienne du 9 juin 1815 réitère l'attribution des duchés à Marie-Louise, mais retire la succession à son fils le duc de Reichstadt au profit des Bourbon-Parme, qui sont provisoirement installés à la tête d'un nouveau duché de Lucques. Le traité de Paris en date du 10 juin 1817 confirme ces dispositions.
Le 31 mars 1815, lors des Cent-Jours, Marie-Louise demande aux sujets du duché, depuis le château de Schönbrunn, de prêter obéissance à son père, l'empereur François Ier, afin qu'il administre provisoirement le duché. Le 7 mars 1816, l'empereur déclare qu'il restitue le mandat à sa fille Marie-Louise. Enfin décidée à gouverner ses États, Marie-Louise, âgée de 25 ans, fait son entrée à Parme le 9 avril. Elle est accompagnée du comte Adam Albert de Neipperg, son ministre et amant dont elle aura ensuite quatre enfants.
Neipperg prend en charge les affaires extérieures et militaires et le ministre Magawly Cerati l'administration civile et judiciaire. Durant cette période, l'académie des beaux-arts reprend vie, les églises sont rouvertes ainsi que le collège des Nobles qui, fusionné avec celui de Lalatta, devient le collège Marie-Louise. Le palais de l'Université est confié aux Jésuites. Magawly Cerati, en raison des intrigues de palais, doit renoncer à sa charge le 27 décembre 1816 et la duchesse supprime son ministère. Neipperg prend alors en main toutes les fonctions.
Dès 1817, Vienne informe Neipperg qu'il existe en Suisse des organisations secrètes issues du duché dénommées Unitari, Guelfi, Carbonari, ce dont Neipperg doute, jugeant le duché de Marie-Louise le plus tranquille d'Italie. Entre 1819 et 1820, les Sublimi Maestri Perfetti et les Carbonari font leur apparition et tentent d'organiser une insurrection à l'issue des mouvements de 1820-1821. Marie-Louise est obligée, sous la pression de Vienne, de créer une commission de civils et de militaires qui jugent les carbonari avec justice et clémence : les deux condamnations à mort prononcées sont commuées en travaux forcés.
Le 22 février 1829, à cinquante-quatre ans, le comte de Neipperg meurt. Pendant treize ans, il a administré avec sagesse le duché au nom de Marie-Louise et il est regretté de tous. L'Autriche le remplace par le baron Josef von Werklein, secrétaire d'État depuis 1820.
L'année suivante, la Révolution de Juillet, en France, attise les ferments libéraux et, en 1831, après l'insurrection populaire dans le duché de Modène qui s'étend à Bologne, dans les États pontificaux, la population du duché s'insurge. Tout en acclamant la duchesse, elle exige une constitution et la tête de Werklein. Werklein applique des mesures rigides mais il ne rentre pas pour autant dans l'estime de Metternich qui n'a aucune sympathie à son égard . Menacé de mort, Werklein  s'enfuit de Parme et Marie-Louise se réfugie à Plaisance, inquiète de l'hostilité grandissante contre l'Autriche. Le 15 février, un gouvernement provisoire est constitué et, le 25 février, des combats se déroulent à Fiorenzuola, près de Plaisance, entre un bataillon autrichien de 500 soldats et une colonne de 170 insurgés, essentiellement des étudiants. Le 10 mars, les troupes autrichiennes s'approchent de Parme et le gouvernement fait acte de soumission envers Marie-Louise qui abolit toutes les mesures prises par le gouvernement provisoire. Entre juin et juillet 1831, les membres du gouvernement provisoire sont jugés et pour la plupart amnistiés. Le 8 août, Marie-Louise rentre à Parme dans une atmosphère des plus froides.

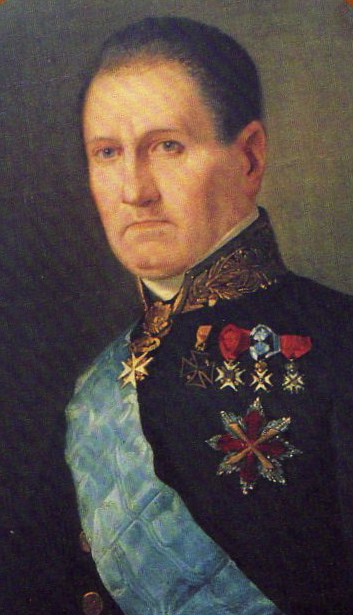
Charles-René de Bombelles.

Le baron Marschall, d'abord plénipotentiaire extraordinaire, succède à Werklein. En novembre 1832, il démissionne, jugeant sa mission d'assainissement des comptes irréalisable. Le duché entretient aussi des troupes autrichiennes, dépense que Vienne se refuse à diminuer. Le comte Charles-René de Bombelles, désigné par Metternich, lui succède comme Premier ministre. L'administration de Bombelles est sage ; en fait l'Autriche, à travers lui, veille sur le duché afin que le libéralisme étouffé en 1831 ne puisse resurgir. Il épouse morganatiquement Marie-Louise le 17 février 1834.
Le dernier épisode révolutionnaire se déroule alors que Marie-Louise est en convalescence à Meidlingen, près de Vienne, accompagnée du comte de Bombelles. Le 16 juin 1847, alors que des étudiants et professeurs célèbrent l'anniversaire de l'élection du pape réformateur Pie IX, certains s'attaquent au palais de l'évêque Neuschel, coupable d'être étranger. L'armée intervient et la révolte se diffuse. Le comte de Bombelles rentre à Parme où il destitue et fait emprisonner tous les hauts fonctionnaires jugés libéraux. C'est dans ces circonstances que Marie-Louise revient à Parme sans être guérie. Elle agonise un mois avant de mourir le 17 décembre 1847.
De cette période, il reste une duchesse aimée de tous,, qui a su renouveler l'urbanisme afin de donner à Parme la dimension d'une capitale néoclassique. Parmi ses œuvres figurent un pont sur le Taro, le cimetière de la Villetta, le théâtre Regio inauguré le 16 mai 1829 avec la Zaira de Bellini écrite pour l'occasion, la transformation de la Pilotta et du palais ducal, la Beccherie et la bibliothèque ducale.

### Retour des Bourbons (1847-1859)

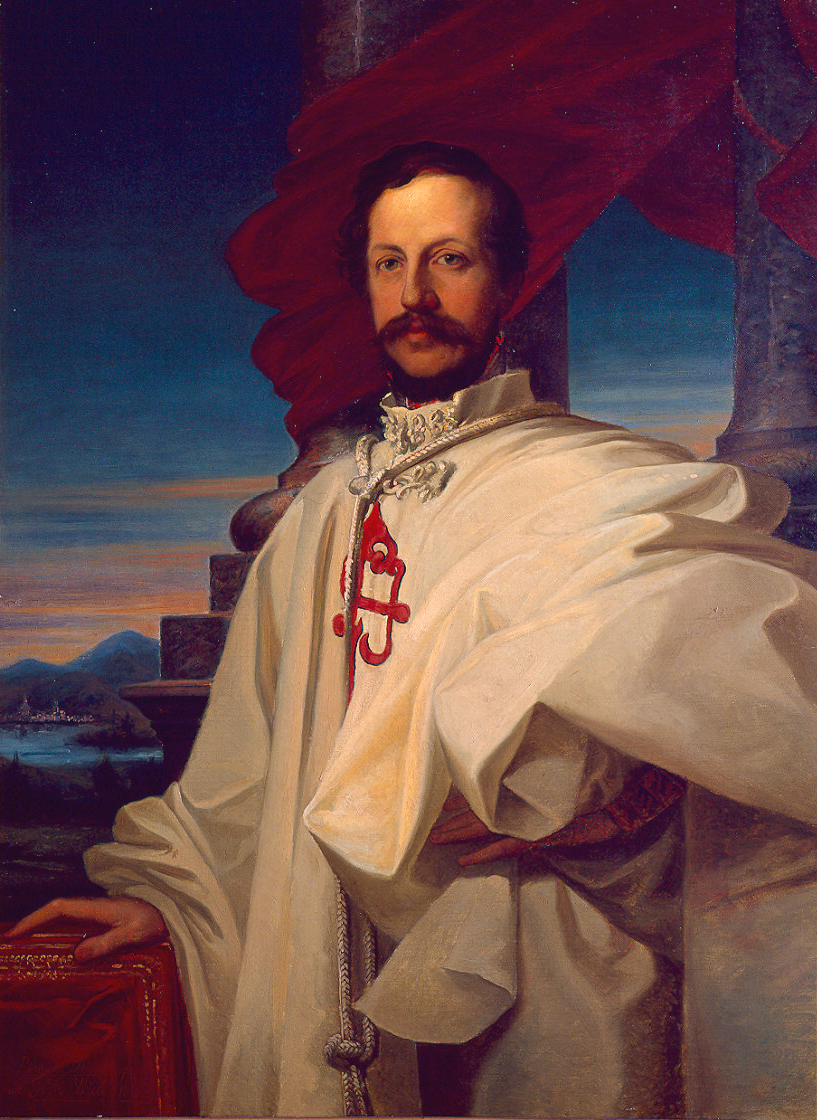
Le duc Charles II dans son habit de l'ordre de Santiago.

À la mort de Marie-Louise, le duché repasse à la maison de Bourbon-Parme, conformément au traité de Paris. Le chef de la famille est alors Charles-Louis, fils de l'ancien roi Louis Ier d'Étrurie, duc de Lucques depuis 1824. Cependant, la situation n'est pas aussi simple : le baron Philipp von Neumann, conseiller de l'empereur mandaté de Vienne à Parme, rapporte à Metternich qu'à la mort de la duchesse, les libéraux auraient tenté une insurrection. Le comte Cantelli, podestat de Parme, est destitué car il a cherché à créer un gouvernement provisoire avant l'arrivée du nouveau duc.
Le 31 décembre 1847, Bombelles annonce à Metternich l'arrivée incognito du nouveau duc, qui prend le nom de Charles II, et de son fils. Charles II se montre faible et vil, créant un climat de suspicion et de méfiance : il promet à Vienne de s'opposer aux libéraux et à ceux-ci une constitution qu'il n'accorde finalement pas. Dès 1844, alors que Marie-Louise est encore duchesse, par le traité secret de Florence, il  négocie la cession de Guastalla au duc de Modène. Il obtient en retour une grosse somme d'argent et Pontremoli du grand-duché de Toscane. La cession intervient en janvier 1848.
Au début de l'année 1848, la nouvelle d'une insurrection à Milan enflamme Parme, et la révolte éclate le 20 mars 1848. Les habitants se rassemblent en armes et avec des cocardes tricolores. Un coup de feu déclenche l'insurrection qui provoque des morts et des blessés. Le fils du duc entame une action répressive tandis que Charles II, inquiet des proportions que prend la rébellion, ordonne le cessez-le-feu et en appelle « aux bons citoyens afin d'attendre les bonnes résolutions de leur Père et Souverain », promettant une constitution,.
Cette révolte populaire contraint Charles II à repousser le traité d'alliance défensif avec l'Autriche et à s'allier avec Léopold II de Toscane, Pie IX et Charles-Albert de Sardaigne, qui sont alors engagés dans la première guerre d'indépendance italienne. Il se ravise et abdique en avril, nommant une régence composée de libéraux chargés de rédiger une constitution : les comtes Giromola Cantelli et Luigi Sanvitale, les avocats Ferdinando Maestri et Pietri Gioia, et le professeur Pietro Pellegrini,. Charles II décide alors de quitter le duché : il se réfugie à Weistropp, en Saxe, le 8 avril. Le prince héritier, que son père a nommé major général, a fui pour se rendre auprès de Charles-Albert, mais celui-ci le fait emprisonner à Crémone et le retient pendant plusieurs mois à Milan.

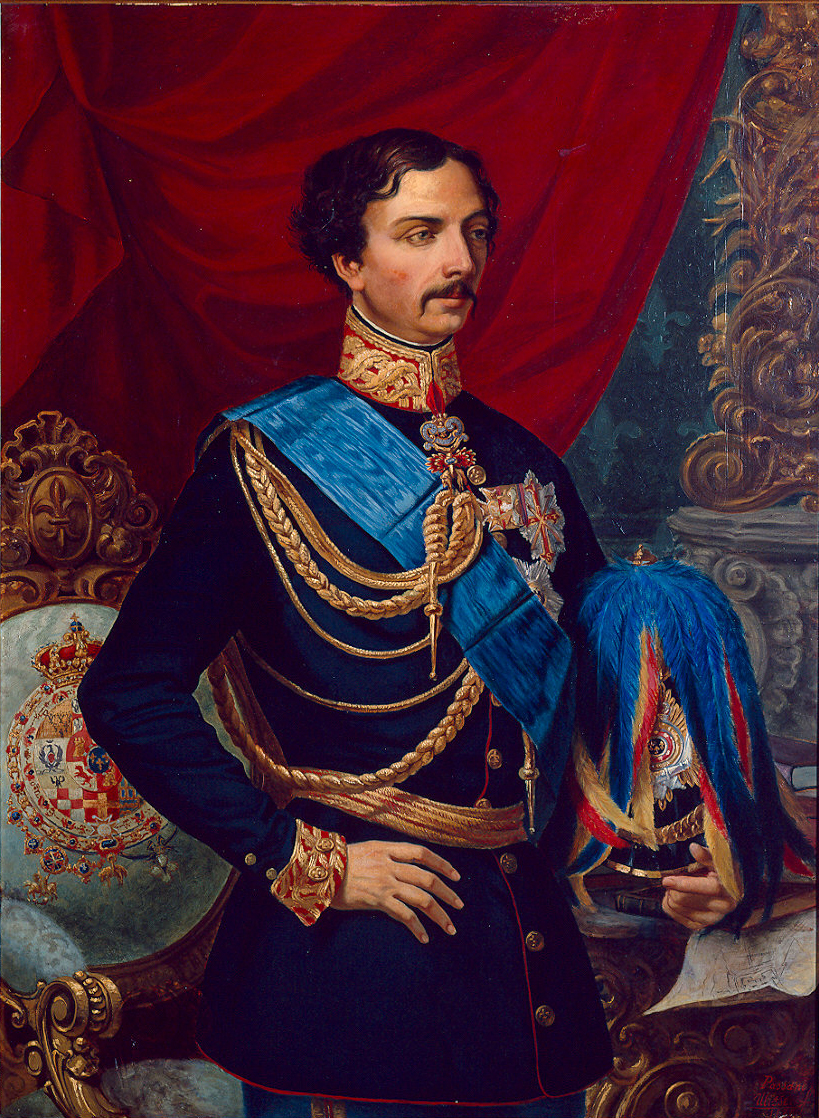
Le duc Charles III.

La flambée unitaire qui parcourt la péninsule, accompagnée des victoires piémontaises, incite les États centraux à l'unification : Plaisance et Parme demandent l'annexion au royaume de Sardaigne à l'issue de plébiscites les 10 mai et 17 mai 1848 respectivement. Le 16 juin, le commissaire sarde prend possession du duché. Cependant, en raison de la défaite des Piémontais, qui ne sont pas en mesure de vaincre les troupes autrichiennes, et de leur reddition le 9 août, celles-ci sont de nouveau aux portes de Parme. Le 18 août, le maréchal comte de Thurn crée un gouvernement provisoire militaire que Charles II approuve depuis son exil saxon. Gian Battista Niccolosi prend l'Intérieur et la Justice et Antonio Lomnardini les Finances et les Travaux publics. Toutes les lois votées par le gouvernement provisoire sont révoquées. La coexistence entre les troupes d'occupation et la population devient très difficile, au point que l'état de siège est proclamé et des mesures très sévères prises, telles que la condamnation à mort pour ceux qui seraient trouvés en possession d'armes. Avec la reprise du conflit, les Autrichiens quittent le duché pour livrer bataille et, après la désastreuse défaite piémontaise de Novare qui scelle définitivement le sort de la guerre, les Autrichiens, de retour, replacent sur le trône Charles II tandis que le général Constantin d'Aspre, à la demande du feld-maréchal Joseph Radetzky, devient gouverneur civil et militaire de Parme. Le 14 mars 1849, Charles II abdique définitivement en faveur de son fils Ferdinand-Charles qui, depuis Londres, accepte une commission assurant les pouvoirs administratifs et exécutifs jusqu'à son arrivée.
Le 25 août 1849, Ferdinand-Charles monte sur le trône sous le nom de Charles III de Parme. Il est marié à Louise d'Artois, fille du duc de Berry Charles-Ferdinand d'Artois et sœur du « comte de Chambord », prétendant légitimiste au trône de France. Il s'agit là d'un personnage très discuté, intelligent mais étrange, dont l'une des premières actions est d'intervenir contre les membres de la régence et d'instituer une commission chargée d'étudier les dépenses du gouvernement révolutionnaire.
Le duc dit vouloir l'indépendance vis-à-vis de l'Autriche à laquelle il est lié et sur qui il peut compter en cas d'attaques extérieures ou de révoltes internes. Extravagant, il exige de ses sujets une conduite qu'il n'a pas et se montre violent. Le duché se partage entre libéraux et légitimistes, mouvement issu de la Restauration française qui s'appuie sur une campagne traditionaliste, les villes penchant plutôt du côté des libéraux. En 1853, les légitimistes de Parme, soutenus par la duchesse, souhaitent l'abdication du duc alors qu'il se trouve en Autriche pour assister à des manœuvres. Mis au courant, le duc fait surveiller étroitement la duchesse et renvoie les fonctionnaires ayant participé au complot. À Parme, les impôts augmentent, les habitants vivent sous la surveillance du chef de la police Bassetti qui signe de nombreux ordres de punitions corporelles, suivant les exigences du duc. Le mécontentement gronde en ville. Le duc est poignardé dans une rue de Parme le 26 mars 1854 par Antonio Carra et meurt le lendemain à l'âge de 31 ans,.

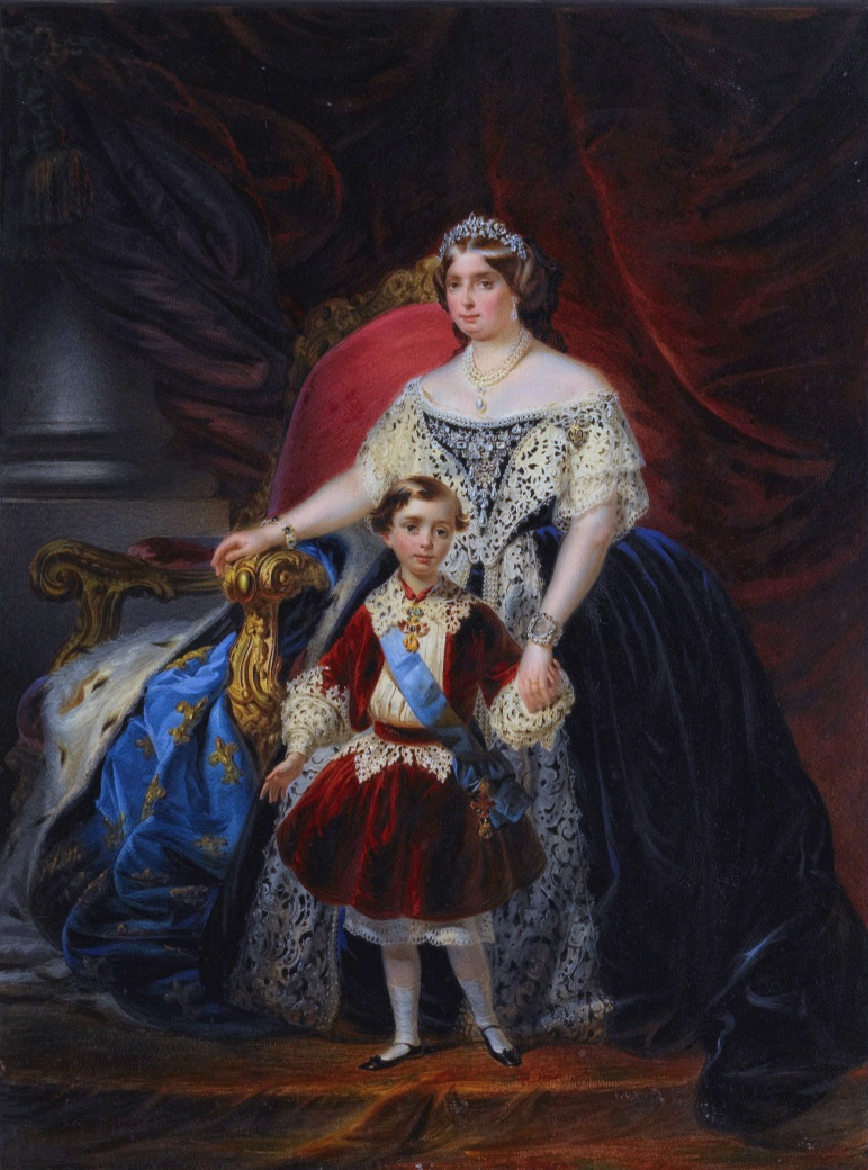
Le duc Robert Ier et sa mère, la régente Louise d'Artois, en 1854.

Le 27 mars, la veuve du duc, Louise-Marie, annonce la mort de son époux et proclame son fils Robert Ier nouveau souverain, elle-même assurant la régence. Tous les ministres sont remplacés afin d'apaiser les tensions. Succédant au gouvernement militaire de Charles III, le nouveau gouvernement doit rechercher la neutralité et l'indépendance vis-à-vis de l'Autriche, mais le 22 juillet 1854, les sujets inquiets tentent de se révolter. Tout débute par l'occupation de deux cafés, les troupes arrivées sur place tirent, ce qui provoque une insurrection que l'armée autrichienne réprime violemment. Louise-Marie montre son hostilité à une répression judiciaire excessive et demande la fin des procès et le retour en Autriche des officiers les plus durs. Les troupes autrichiennes quittent définitivement le duché le 5 février 1857.
Début mai 1859, avec le déclenchement de la deuxième guerre d'indépendance italienne, de nouveaux désordres éclatent. Ils provoquent le départ de la famille régnante pour Mantoue. Les mazziniens constituent un gouvernement provisoire mis en échec par les militaires, qui ne les soutiennent pas. La duchesse revient alors à Parme. Le 9 juin 1859, après la victoire de Magenta, Louise-Marie quitte définitivement Parme, non sans avoir exposé sa désapprobation dans une lettre de protestation rédigée depuis Saint-Gall le 28 juin.
Le duc Robert Ier se maria deux fois et eut 14 enfants. Parmi eux, la princesse Zita de Bourbon-Parme qui épousa en 1911 l'empereur Charles Ier d'Autriche, les princes Sixte de Bourbon-Parme et François-Xavier de Bourbon-Parme qui s'entremirent en 1917 dans un processus de paix voulu par leur beau-frère l'empereur d'Autriche (Affaire Sixte). Le prince François-Xavier  devint le chef de la maison de Bourbon-Parme Tradition Carliste. Le prince Félix de Bourbon-Parme, époux de la grande-duchesse Charlotte de Luxembourg. A la génération suivante, la princesse Anne de Bourbon-Parme, nièce des précédents, épousa en 1948 l'ex-roi Michel Ier de Roumanie et le prince Charles-Hugues de Bourbon-Parme , fils aîné du prince François-Xavier épousa en 1964 la princesse Irène des Pays-Bas, sœur de la reine Béatrix des Pays-Bas.

## Intégration dans le royaume de Sardaigne (1859-1860)
L'unification de l'Italie du Nord est alors sur le point de se réaliser sous l'égide du royaume de Sardaigne. La Lombardie est annexée en juin 1859 sur la base des résultats du plébiscite de 1848. Il n'en est pas de même pour les États parmesans qui passent cependant, le 7 juin 1859, sous administration sarde. Le 15 août, Luigi Carlo Farini devient dictateur de l’Émilie qui regroupe Parme, Plaisance et Modène alors que les négociations de paix entre la France et l'Autriche ont débuté le 8 août sans l'aval des Piémontais. En effet, Napoléon III a unilatéralement demandé un armistice, le 11 juillet. Le 7 septembre 1859, Farini convoque une assemblée constituante qui vote la déchéance de la dynastie des Bourbons et l'union au royaume sarde tandis que le traité de Zurich du 11 novembre, qui met fin définitivement à la guerre franco-autrichienne, préconise une confédération italienne dans laquelle les droits des souverains seraient préservés. Le processus d'annexion est cependant engagé, après quelques atermoiements, le 3 décembre 1859, les Provinces-Unies d'Italie centrale sont constituées, elles regroupent Modène, Parme, Plaisance et la Toscane sous la direction de Carlo Bon Compagni di Mombello. En janvier 1860, le Premier ministre sarde Cavour forme un nouveau gouvernement et met au point le plébiscite par lequel l'Émilie confirme, le 11 mars 1860, l'annexion au royaume de Victor-Emmanuel II et donc au royaume d’Italie, proclamé le 17 mars 1861,.
| Date                                                                                 | Inscrits | En faveur de l'annexion | Autres                                                                                             |
| ------------------------------------------------------------------------------------ | -------- | ----------------------- | -------------------------------------------------------------------------------------------------- |
| 10 mai 1848, Plaisance (annexion au royaume de Sardaigne)                            | 37 585   | 37 089                  | Pour l'annexion aux États pontificaux : 352 Pour le Royaume lombardo-vénitien : 62 Pour Parme : 11 |
| 24 mai 1848, Parme (annexion au royaume de Sardaigne)                                | 39 000   | 37 250                  | Pour Charles II : 1 100 Pour l'annexion aux États pontificaux : 500 Pour la république : 1         |
| 24 août 1859, Parme (annexion au royaume de Sardaigne)                               |          | 63 167                  | Contre l'annexion : 504                                                                            |
| 11 mars 1860, Émilie, (union à la monarchie constitutionnelle de Victor-Emmanuel II) | 427 512  | 426 006                 | Contre l'annexion : 667                                                                            |